# Kossoba
Kossoba est une commune située dans le département de Sanaba de la province des Banwa au Burkina Faso.

## Éducation et santé
La commune accueille un centre de santé et de promotion sociale (CSPS).